# Monroe (Dakota du Sud)
Pour les articles homonymes, voir Monroe.
Monroe est une municipalité américaine située dans le comté de Turner, dans l'État du Dakota du Sud. Selon le recensement de 2010, elle compte 160 habitants. La municipalité s'étend sur 0,38 milles carrés (0,98 km2).
Fondée en 1887, la ville est d'abord appelée Warrington puis Aeilts, en référence à certains de ses premiers habitants. Selon les versions, elle doit son nom actuel au président James Monroe ou à la ville de Monroe, dans le Wisconsin.

## Démographie
| 1910 | 1920 | 1930 | 1940 | 1950 | 1960 |
| ---- | ---- | ---- | ---- | ---- | ---- |
| 169  | 217  | 221  | 219  | 160  | 156  |

| 1970 | 1980 | 1990 | 2000 | 2010 | - |
| ---- | ---- | ---- | ---- | ---- | - |
| 134  | 170  | 151  | 163  | 160  | - |